# Maximilian Schmid
Maximilian Schmid (Hanau, 5 maart 2003) is een Duitse voetballer die doorgaans als centrumspits speelt. In oktober 2022 maakte hij namens 1. FC Köln zijn debuut in het betaald voetbal in de Conference League. In januari maakte het de overstap van de club uit Keulen naar Erzgebirge Aue.

## Clubloopbaan

### Jeugd
Schmid begon met voetballen bij FSV Frankfurt om via 1. FSV Mainz 05 in 2018 de overstap te maken naar de jeugdacademie van 1. FC Köln. Hij doorliep alle elftallen in de onderbouw om op 15 augustus 2018 zijn debuut te maken in de onder-17 tijdens de thuiswedstrijd tegen de leeftijdsgenoten van Schalke 04. Hij eindigde met zijn ploeggenoten op de tweede plaats in de B-junioren Bundesliga waardoor men zich kwalificeerde voor de landelijke eindronde. Hierin werd in de finale met 2-3 gewonnen van Borussia Dortmund. Schmid speelde hierin vier minuten mee. In het seizoen 2019/20 maakte hij op 21 september als B-junior zijn debuut in de onder-19. In het met 0-1 gewonnen duel tegen Wuppertaler SV maakte hij in de 45e minuut het enige doelpunt van de wedstrijd. Een seizoen later werd hij definitief onderdeel van de onder-19 en maakte hij op 29 september 2021 zijn debuut in de UEFA Youth League. In de met 2-4 verloren wedstrijd tegen KRC Genk maakte hij in de 5e minuut een van de twee Duitse doelpunten. In januari 2022 verlengde Schmid zijn contract tot 2024. Op 30 april 2022 speelde hij tegen Arminia Bielefeld zijn laatste jeugdwedstrijd. Hij speelde in de jeugd bij 1. FC Köln samen met onder andere Florian Wirtz, Jan Thielmann, Marvin Obuz en Can Bozdoğan

### 1. FC Köln
Schmid speelde op 9 april 2022 als A-junior bij het tweede elftal in de Regionalliga West zijn eerste minuten bij de senioren. In de met 0-0 gelijkgespeelde thuiswedstrijd tegen SV Straelen kwam hij in de 80e minuut in de ploeg. In het seizoen 2022/23 maakte Schmid de overstap naar de senioren en hij werd tijdens de voorbereiding betrokken bij de eerste selectie. Hij kwam uiteindelijk in het tweede elftal terecht. Op 12 augustus maakte hij zijn eerste doelpunt bij de senioren tijdens de met 4-1 gewonnen thuiswedstrijd tegen Rot-Weiß Oberhausen. In de 56e minuut zette hij na een voorzet van Denis Huseinbašić de 3-1 op het scorebord. Op 27 oktober 2022 maakte hij zijn debuut in het eerste elftal tijdens een groepswedstrijd voor de Conference League. In het met 0-1 gewonnen uitduel tegen 1. FC Slovácko bracht trainer Steffen Baumgart hem vlak voor het einde in de ploeg voor Linton Maina. Het bleef dit seizoen voor wat betreft het eerste elftal bij deze wedstrijd. 
Voor zijn ontwikkeling werd Schmid voor het seizoen 2023/24 verhuurd aan het in de eerste divisie voetballende Roda JC. Tegelijkertijd verlengde hij zijn contract tot 2025. Toen hij terugkeerde uit Kerkrade was Köln ondertussen gedegradeerd naar de 2. Bundesliga en in de persoon van Gerhard Struber een nieuwe trainer. Tijdens de voorbereiding lukte het hem niet om een plaats in het eerste elftal te bemachtigen waardoor hij in het tweede elftal terechtkwam. In de winterstop besloot hij voor zijn eigen kansen te gaan en de overstap te maken naar het in de derde liga spelende Erzgebirge Aue.

#### Verhuur aan Roda JC
Schmid speelde één seizoen op huurbasis bij de Zuid-Limburgse club. Tijdens de eerste competitiewedstrijd van het seizoen 2023/24 maakte hij op 11 augustus 2023 zijn debuut tijdens de met 4-1 gewonnen thuiswedstrijd tegen Helmond Sport. In het Parkstad Limburg Stadion liet hoofcoach Bas Sibum hem in de basis starten. Een paar weken later maakte hij op 9 september zijn eerste doelpunt voor de club uit Kerkrade in het met 1-3 gewonnen uitduel tegen NAC Breda. In het Rat Verlegh Stadion bracht hij na een assist van Sami Ouaissa de stand op 0-2. In de twee daaropvolgende thuiswedstrijden tegen Telstar (3-0) en FC Den Bosch (4-1) wist hij eveneens het net te vinden. Schmid wist zich met Roda vanaf de start van de competitie in de top van de ranglijst te nestelen. Na een 2-0 verliespartij in de laatste wedstrijd van het seizoen tegen FC Groningen eindigde men op de derde plaats waardoor ze directe promotie misliepen. In de eerste ronde van de nacompetitie werden ze tegen NAC Breda uitgeschakeld. Schmid speelde alleen 23 minuten in de uitwedstrijd in Breda mee. Dit was zijn laatste wedstrijd waarna hij weer terugkeerde naar 1. FC Köln.

### Erzgebirge Aue
In januari 2025 werd bekend dat Schmid na een succesvolle proeftraining een contract tot het einde van het seizoen 2024/25 had getekend bij de club uit de deelstaat Saksen. Op 1 februari maakte hij zijn eerste speelminuten tijdens de derby in de uitwedstrijd tegen Dynamo Dresden. In het Rudolf-Harbig-Stadion bracht trainer Jens Härtel hem in de 77e minuut in de ploeg voor Omar Sijaric.

## Clubstatistieken
| Seizoen                         | Club            | Competitie        | Competitie | Competitie | Beker | Beker | Internationaal | Internationaal | Overig | Overig | Totaal | Totaal |
| Seizoen                         | Club            | Competitie        | Wed.       | Dlp.       | Wed.  | Dlp.  | Wed.           | Dlp.           | Wed.   | Dlp.   | Wed.   | Dlp.   |
| ------------------------------- | --------------- | ----------------- | ---------- | ---------- | ----- | ----- | -------------- | -------------- | ------ | ------ | ------ | ------ |
| 2022/23                         | 1. FC Köln II   | Regionalliga West | 29         | 13         | 0     | 0     | 1              | 0              | 0      | 0      | 30     | 13     |
| 2023/24                         | Roda JC         | Eerste Divisie    | 33         | 6          | 0     | 0     | 0              | 0              | 1      | 0      | 34     | 6      |
| 2024/25                         | 1. FC Koln II   | Regionalliga West | 15         | 2          | 0     | 0     | 0              | 0              | 0      | 0      | 15     | 2      |
| 2024/25                         | Erzgebirge Aue  | 3. Liga           | 2          | 0          | 0     | 0     | 0              | 0              | 0      | 0      | 2      | 0      |
| Carrière totaal                 | Carrière totaal | Carrière totaal   | 138        | 9          | 19    | 0     | 6              | 1              | 0      | 0      | 163    | 10     |
| Bijgewerkt tot 19 februari 2025 |                 |                   |            |            |       |       |                |                |        |        |        |        |

## Interlandloopbaan
Schmid kwam in zijn vroege jeugdjaren uit voor zowel Duitsland –15 als  –16. Op 5 mei 2018 maakte hij onder bondscoach Christian Wück zijn debuut tijdens thuiswedstrijd tegen de leeftijdsgenoten uit Nederland. In het met 1-2 verloren duel maakte hij in de 29e minuut het enige Duitse doelpunt. Later in het jaar speelde hij met onder-16 twee oefenwedstrijden tegen België.

### Interlandstatistieken
| Jeugdinterlands van Maximilian Schmid voor Duitsland | Jeugdinterlands van Maximilian Schmid voor Duitsland | Jeugdinterlands van Maximilian Schmid voor Duitsland | Jeugdinterlands van Maximilian Schmid voor Duitsland | Jeugdinterlands van Maximilian Schmid voor Duitsland | Jeugdinterlands van Maximilian Schmid voor Duitsland |
| №                                                    | Datum                                                | Wedstrijd                                            | Uitslag                                              | Soort Wedstrijd                                      | Doelpunten                                           |
| Als speler bij Duitsland –15                         | Als speler bij Duitsland –15                         | Als speler bij Duitsland –15                         | Als speler bij Duitsland –15                         | Als speler bij Duitsland –15                         | Als speler bij Duitsland –15                         |
| ---------------------------------------------------- | ---------------------------------------------------- | ---------------------------------------------------- | ---------------------------------------------------- | ---------------------------------------------------- | ---------------------------------------------------- |
| 1.                                                   | 5 mei 2018                                           | Duitsland – Nederland                                | 1 – 2                                                | Vriendschappelijk                                    | Goal                                                 |
| Als speler bij Duitsland –16                         |                                                      |                                                      |                                                      |                                                      |                                                      |
| 1.                                                   | 10 oktober 2018                                      | Duitsland – België                                   | 2 – 2                                                | Vriendschappelijk                                    |                                                      |
| 2.                                                   | 12 oktober 2018                                      | Duitsland – België                                   | 1 – 4                                                | Vriendschappelijk                                    |                                                      |
| Bijgewerkt tot 28 juni 2024                          |                                                      |                                                      |                                                      |                                                      |                                                      |